# فورت اسمیت (آرکانزاس)
فورت اسمیت (آرکانزاس) (به انگلیسی: Fort Smith, Arkansas) یک سکونتگاه مسکونی در ایالات متحده آمریکا با جمعیت ۸۶٬۲۰۹ نفر است که در آرکانزاس واقع شده‌است.